# Букові ліси англійських низовин
Букові ліси англійських низовин (ідентифікатор WWF: PA0421) — палеарктичний екорегіон помірних широколистяних та мішаних лісів, розташований на півдні острова Велика Британія у Північно-Західній Європі.

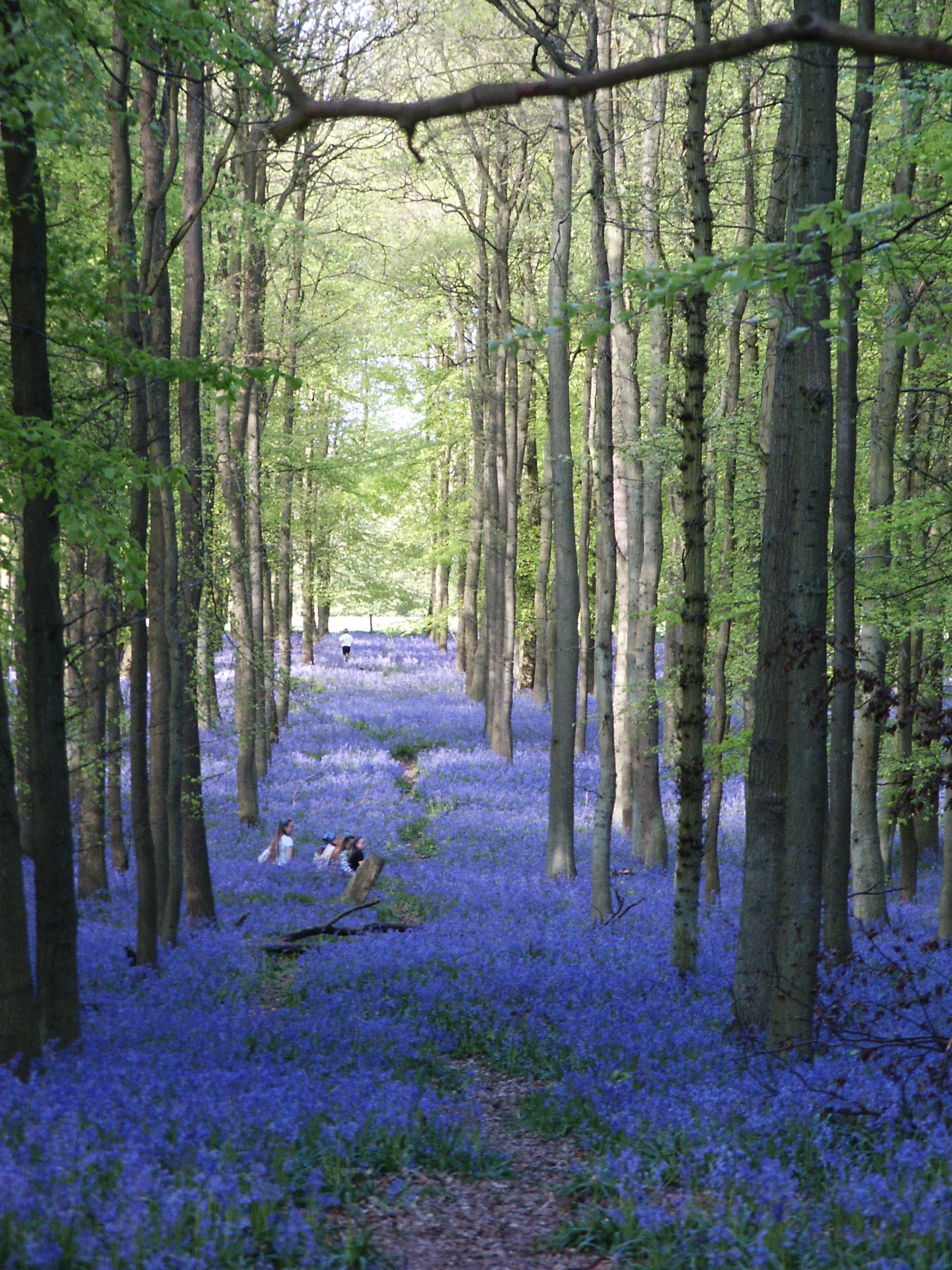
Травневий ліс в період цвітіння англійських дзвоників (Айвінгоу-Бікон, Бакінгемшир)

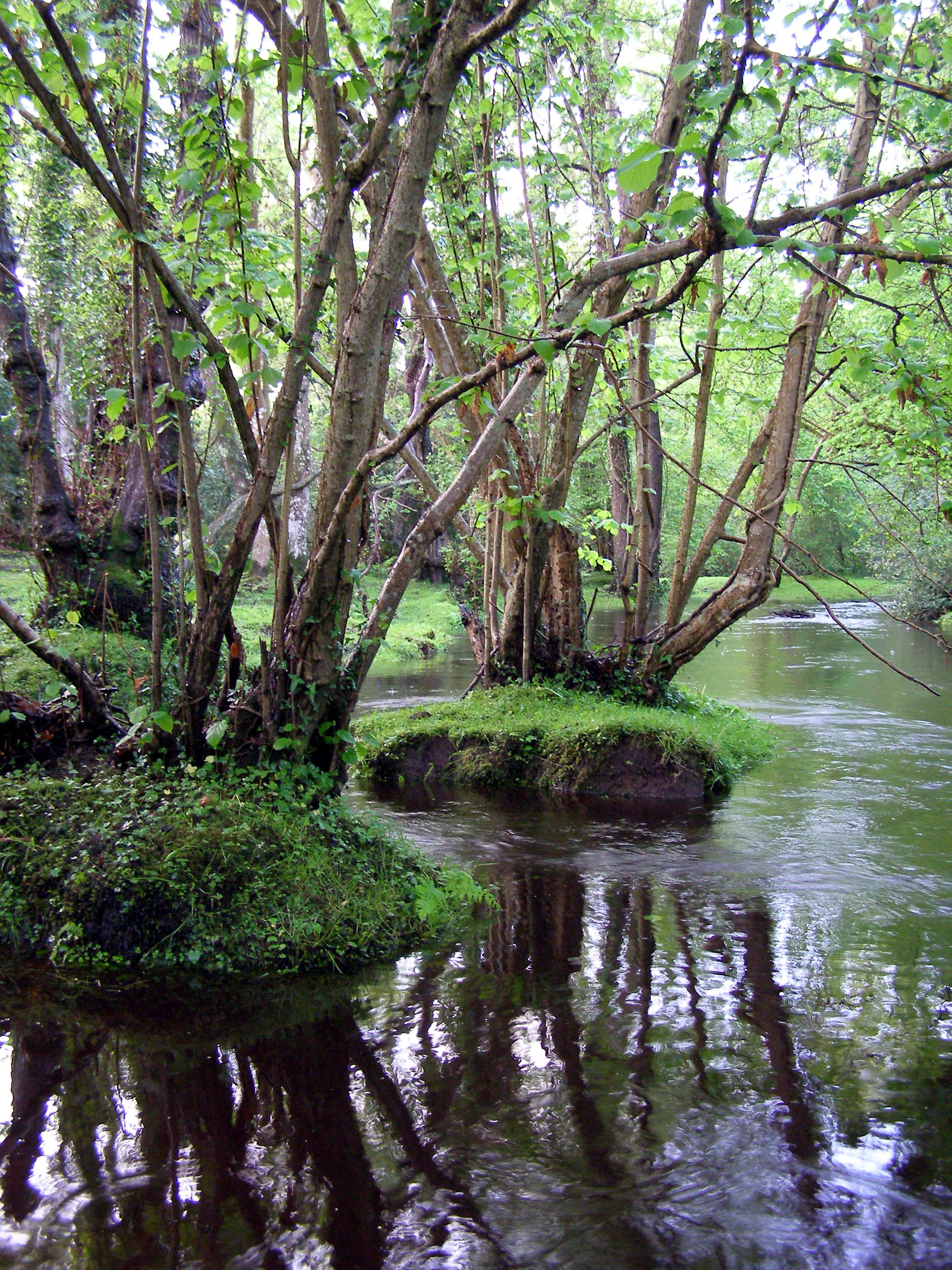
Вільхи на березі річки Бьюлі (Національний парк Нью-Форест)

## Географія
Екорегіон букових лісів англійських низовин охоплює територію Південної Англії площею 44 788 км², приблизно до кордону з Девонширом і Південним Уельсом на заході, до долини Северна на північному заході, до Східного Мідленда на півночі та до кордону з Норфолком на північному сході. З геологічної точки зору в регіоні переважають осадові породи, найдавніші на заході та наймолодші на сході. В межах екорегіону трапляються даунленди — характерні пагорби, де на поверхню виходить крейда, зокрема відомі Білі скелі Дувра. «Юрське узбережжя», розташоване в Дорсеті та Східному Девоні, на крайньому південному заході екорегіону, є об'єктом Світової спадщини ЮНЕСКО через його скам'янілості та геоморфологічні особливості. Саме тут зародилася палеонтологія як наука, коли Мері Еннінг почала досліджувати мезозойські скам'янілості віком 180 млн років.
На півночі, заході та південному заході букові ліси англійських низовин межують з кельтськими широколистяними лісами, які охоплюють більшу частину Британського архіпелагу. Крім того, на островах розташовані ще два екорегіони — північноатлантичні вологі мішані ліси на заході Ірландії та на північному заході і півночі Шотландії та Каледонські хвойні ліси на Північно-Шотландському нагір'ї. За Ла-Маншем, на території північної Франції та Нідерландів, починаються атлантичні мішані ліси.
Різниця між буковими лісами англійських низовин та кельтськими широколистяними лісами полягає в тому, що Південно-Східна Англія має порівняно більш теплий та сухий клімат, а також є більш низовинною з точки зору рельєфу. З геологічної точки зору межа між екорегіонами проходить по лінії Тіс-Екс, яка розділяє Велику Британію на осадовий південний схід та на метаморфічний і магматичний північний захід. Однак до затвердження класифікації екорегіонів від Всесвітнього фонду дикої природи (WWF) широко вживалася класифікація, створена угорським біологом Міклошем Удварді, який розглядав більшу частину Британського архіпелагу як єдину біогеографічну провінції в складі Палеарктики.

## Клімат
В межах екорегіону панує помірний морський клімат (Cfb за класифікацією кліматів Кеппена). Середня температура коливається від 4 до 17 °C залежно від пори року, взимку іноді падає нижче 0 °C. Середньорічна кількість опадів становить близько 650 мм. Загалом клімат екорегіону більш сухий, ніж в інших частинах Великої Британії, з більшою кількістю сонячних днів у році.

## Флора
Основними лісовими угрупованнями регіону є широколистяні ліси, де домінують звичайні буки (Fagus sylvatica), а також ростуть звичайні дуби (Quercus robur), скельні дуби (Quercus petraea), повислі берези (Betula pendula), звичайні ясени (Fraxinus excelsior), звичайні граби (Carpinus betulus), горобина (Sorbus spp.) та звичайний тис (Taxus baccata). Крони буків формують густий лісовий намет, через який проходить мало сонячних променів. Через це влітку в лісах зазвичай прохолодно і темно, що обмежує ріст інших порід дерев і лісових квітів, натомість дає можливість рости папоротям. Навесні в лісах розповсюджує свій характерний аромат черемша, а також з'євляється безліч квітів Hyacinthoides non-scripta. Ці квіти, відомі у Британії як англійські дзвоники, розквітають ще до того, як на буках розпускається листя, затінюючи лісову підстилку.
Британська національна класифікація рослинності (NVC) виділяє в межах екорегіону три окремі рослинні угруповання, пов'язані з буковими лісами. На лужних ґрунтах з буковими лісами асоціюються багаторічні переліски (Mercurialis perennis). Такі ліси (W12 за класифікацією NVC) становлять 40 % від загального масиву букових лісів. На мезотрофних ґрунтах з буковими лісами асоціюються кущі ожини (Rubus fruticosus). Такі ліси (W14 за класифікацією NVC) становлять 45 % від загального масиву букових лісів. На кислих ґрунтах з буковими лісами асоціюється звивистий щучник (Deschampsia flexuosa). Такі ліси (W15 за класифікацією NVC) становлять 45 % від загального масиву букових лісів.
В долинах річок, найбільш значимими з яких є Темза і Северн, в минулому росли невисокі прибережні ліси, в яких переважали чорні вільхи (Alnus glutinosa). Подекуди такі ліси збереглися до нашого часу. Також специфічні рослинні угруповання існують на заплавних луках та в естуаріях річок. В деяких районах на півдні регіону трапляються пустища.
На заході екорегіону зустрічаються кілька рідкісних, ендемічних видів горобини, зокрема Sorbus wilmottiana, Sorbus saxicola та Sorbus cheddarensis. Варто також відзначити рідкісну орхідею червону булатку (Cephalanthera rubra), яка зустрічається лише в трьох обмежених районах Сполученого Королівства, усі з яких розташовані в межах цього екорегіону. Ендемічний вид стоколоса, Bromus interruptus, вимер у дикій природі в 1970-х роках, однак з того часу був реінтродукований. Серед грибів зустрічаються рідкісні чортові гриби (Boletus satanas), жовтуватий їжовик (Hydnum repandum) та їжаковий герицій (Hericium erinaceus).

## Фауна
В межах екорегіону мешкає близько 245 видів хребетних тварин. Більшість з них також широко поширені на європейському континенті. До широко поширених видів ссавців належать європейські їжаки (Erinaceus europaeus), звичайні лисиці (Vulpes vulpes), європейські борсуки (Meles meles), сірі зайці (Lepus europaeus), європейські кролі (Oryctolagus cuniculus), європейські мишаки (Sylvaemus sylvaticus), жовтогруді мишаки (Sylvaemus flavicollis), водяні щури (Arvicola amphibius) та звичайні мідиці (Sorex araneus). Також в регіоні зустрічаються такі рідкісні види, як благородні олені (Cervus elaphus), річкові видри (Lutra lutra), горностаї (Mustela erminea), лучні мишки (Micromys minutus), ліскульки (Muscardinus avellanarius), війчасті нічниці (Myotis nattereri), великі підковики (Rhinolophus ferrumequinum) та звичайні широковухи (Barbastella barbastellus). Популяція звичайних вивірок (Sciurus vulgaris) значно скоротилася через конкуренцію з інтродукованими з Північної Америки сірими вивірками (Sciurus carolinensis). Натомість популяції лісових тхорів (Mustela putorius) та європейських сарн (Capreolus capreolus) значно відновилися.
У лісах екорегіону живуть такі птахи, як малі дятли (Dryobates minor), звичайні снігури (Pyrrhula pyrrhula), весняні вівчарики (Phylloscopus trochilus) та звичайні повзики (Sitta europaea), а на полях зустрічаються чубаті чайки (Vanellus vanellus), звичайні вівсянки (Emberiza citrinella) та польові жайворонки (Alauda arvensis). Серед хижих птахів поширені сапсани (Falco peregrinus), малі підсоколики (Falco columbarius), великі підсоколики (Falco subbuteo) та звичайні канюки (Buteo buteo). Руді шуліки (Milvus milvus), які тривалий час вважалися шкідниками і знищувалися, майже вимерли, однак були успішно реінтродуковані. На водно-болотних угіддях та на морських узбережжях зустрічаються такі птахи, як великі грицики (Limosa limosa), лучні деркачі (Crex crex), великі кульони (Numenius arquata), синьоногі чоботарі (Recurvirostra avosetta), євразійські кулики-сороки (Haematopus ostralegus).
Серед амфібій в регіоні зустрічаються звичайні ропухи (Bufo bufo), трав'яні жаби (Rana temporaria), очеретяні ропухи (Epidalea calamita), гребінчасті тритони (Triturus cristatus), перетинчасті тритони (Lissotriton helveticus) та звичайні тритони (Lissotriton vulgaris). Серед плазунів зустрічаються поширені по всій Євразії живородні ящірки (Zootoca vivipara), смугасті вужі (Natrix helvetica) та ламкі веретільниці (Anguis fragilis). На прибережних пустищах трапляються прудкі ящірки (Lacerta agilis) та звичайні мідянки (Coronella austriaca).

## Історія та збереження
Наприкінці останнього льодовикового періоду, приблизно 10 000 років тому, екосистема цього району була представлена безлісою тундрою. Дослідження пилку показали, що тундра поступово змінилася на тайгу, де спочатку переважали берези, а потім сосни. Приблизно 4500 років до н.е. в лісах регіону зустрічалися більшість поширених в ньому нині видів. Приблизно у 4000 р. до н.е. до регіону з континентальної Європи потрапив бук, а до цього, як визначив британський ботанік Олівер Рекхем, домінуючим видом в лісах регіону була дрібнолиста липа (Tilia cordata). Прадавній ліс Британії складався з мозаїки липових та ліщинових ділянок лісу, що перемежовувались ділянками дубів, в'язів та інших дерев. Видається, що липи стало меншати в лісах через зміни клімату, які ускладнювали пророщення її насінин. Тим не менш, на півдні Саффолка все ще трапляються реліктові липові гаї.
З початком неоліту та з поширенням в Британії землеробства, приблизно у 4500 р. до н.е., почалася вирубка лісу, особливо на височинах, таких як пагорби Саут-Даунс. На той час увесь регіон, за винятком височин, які першими почали орати, та болотистих місцевостей, таких як Ромні-Марш в графстві Кент та більша частина Сомерсету, були вкриті густими лісами.
Нині більша частина екорегіону зайнята сільськогосподарськими угіддями, переважно полями пшениці, ячменя та ріпаку, а також пасовищами, де пасуться стада корів і отари овець. Регіон є дуже густонаселеним, міста, передмістя та села зустрічаються майже скрізь, хоча Солсберійське плато залишається переважно диким. В межах екорегіону розташована величезна міська агломерація Лондона, одне з найбільших міст світу.
Оцінка 2017 року показала, що 12 082 км², або 27 % екорегіону, є заповідними територіями. Приклади лісових масивів, що збереглися до нашого часу, включають:
- Арденський ліс[en] — Ворикшир;
- Порослі лісом пагорби Чілтерн-Гіллс, що простягаються від Оксфордшира через Бакінгемшир і Гартфордшир до Бедфордшира;
- Ліс Еппінг[en] — на кордоні Ессексу та північно-східної частини Великого Лондону;
- Кінвер-Едж[en] — залишок мерсійського лісу на кордоні між Вустерширом та південним Стаффордширом;
- Ліс Морфе[en] — південний Шропшир;
- Ліс Савернейк[en] — Вілтшир;
- Ліс Селвуд[en] — Сомерсет;
- Вельд — Кент, Східний Сассекс, Західний Сассекс та Суррей;
- Вичвудський ліс[en] — Оксфордшир;
- Ліс Ваєр[en] — на кордоні між Вустерширом та Шропширом.

Усі ці ліси колись були набагато більшими, ніж сьогодні. Наприклад, за словами письменника кінця 9-го століття, Вельд (що англосаксонською означає ліс) колись простягався від Кента до Гемпшира і мав 120 миль (190 км) у довжину та 30 миль (50 км) у ширину. Національний парк Нью-Форест у південно-західному Гемпширі площею 571 км² залишається найбільшим пралісом у цьому екорегіоні, хоча система живоплотів, яка відокремлює поля від доріг та від інших полів, також є великою. Вона слугує важливим середовищем існування для лісової фауни. В деяких живоплотах ростуть дерева віком принаймні 700-1000 років.